# Igharghar
L'Igharghar est un oued du Sud de l'Algérie, vallée sèche du Sahara.

## Géographie
La vallée commence au nord de la ligne de la crête principale du Hoggar vers 2 500 m d'altitude. Elle se dirige ensuite vers le Nord, passe dans le Tassili n'Ajjer, traverse le plateau du Tinrhert au Nord-ouest de l'oasis de Bordj Omar Driss dans le Grand Erg Oriental où la rivière disparaît. Elle peut cependant se poursuivre sur des centaines de kilomètres au-dessous du couvercle de sable.

## Histoire
Louis Voinot explore son bassin en 1907.